# Гав'юк Юрій Юрійович
Юрій Юрійович Гав'юк (27 вересня 1947, м. Рахів — 25 лютого 2020, м. Рахів) — український скульптор і художник. Член Національної спілки художників України. Почесний громадянин міст Рахів та Володимир. Батько скульптора Олександра Гав'юка.

## Життєпис
Народився 27 вересня 1947 року у місті Рахові на Закарпатті. Після закінчення у 1965 році Рахівської середньої школи Юрій Гав'юк вступив до Львівського державного інституту прикладного та декоративного мистецтва на відділ художнього скла (викладачі Еммануїл Мисько, Іван Самотос), де навчався у 1966—1971 роках.
По закінченню навчання та лав термінової військової служби митець працює у галузі скульптури, живопису та художнього скла. У 1972—1982 роках працював на склофірмі «Райдуга» у Львові. У 1975 році стає членом секції скульптури при Львівській спілці художників. У ті роки почав виготовляти творчі замовлення на Львівській експериментальній кераміко-скульптурній фабриці.
Юрій Гав'юк спеціалізувався на створенні скульптурних історичних образів. Зокрема, створив скульптурні образи Гуцула, воїна-афганця, Кобзаря, Володимира Великого, астронавта Юрія Кондратюка. Створив живописні серії «По Індії» (1990), «Карпати» (2000); «Село Верещаки» (1995), «Самотність», «На сіні» (обидві — 2002). 
3 1989 року очолював культурно-духовне товариство Живої Етики імені Реріхів у Львові. Член редколегії журналу «Ґражда», розробив і втілив ідею Ґран-прі «Найкращому гуцульському музею» (напівфігура Довбуша на коні). Творчість Юрія Гав'юка високо цінують і громади населених пунктів, де встановлені численні роботи митця: так, у 1993 році він став почесним громадянином м. Володимир за творчий доробок для міста, а у 2007 році — рідного Рахова.
Учасник багатьох обласних, республіканських та міжнародних виставок. Твори Гав'юка Ю. Ю. перебувають у Львівській національній галереї мистецтв імені Бориса Возницького, Міжнародному центрі Реріхів у Москві, у приватних колекціях України, Росії, Польщі, Німеччини, Англії, Ізраїлю, США, Канади.
Помер 25 лютого 2020 року у місті Рахів.

## Монументальні роботи

### Пам'ятники
- Пам'ятник усім загиблим у Другій світовій війні (с. Велика Ведмежка, Волинська область)[1];
- Пам'ятник Тарасові Шевченку (м. Володимир, Волинська область, 1993)[3];
- Пам'ятник жертвам сталінських репресій (м. Жовква, Львівська область, 1999)[3];
- Пам'ятник Володимиру Великому (м. Болехів, Івано-Франківська область, 2000)[3];
- Пам'ятник Степану Бандері (співавтор — скульптор Олександр Гав'юк; м. Мостиська, Львівська область, 2003)[3];
- Погруддя Святослава та Юрія Реріхів для Міжнародного центру Реріхів (Москва, РФ, 2004)[3];
- Пам'ятник Гуцулу (карбована мідь, м. Рахів, Закарпатська область, 2008)[1];
- Пам'ятник Тарасові Шевченку (м. Рахів, Закарпатська область)[1];
- Пам'ятник воїнам-афганцям (співавтор — скульптор Олександр Гав'юк; м. Рахів, Закарпатська область)[1];
- Пам'ятник Володимиру Великому (співавтор — скульптор Олександр Гав'юк; м. Рахів, Закарпатська область)[1];
- Пам'ятник Степану Бандері (співавтор — скульптор Олександр Гав'юк; не встановлений; м. Рахів, Закарпатська область);
- Скульптура Тараса Шевченка (Шевченківський гай, м. Львів)[2].

### Меморіальні таблиці
- Меморіальна таблиця на пошану єпископа УГКЦ Івана Маргітича (бронза, Церква Успіння Пресвятої Богородиці, м. Рахів, Закарпатська область)[2].
- Меморіальна таблиця видатному фтизіатру П. А. Поважному (бронза, вул. Устияновича, 14, м. Львів)[4].